# 建生邨
建生邨（英語：Kin Sang Estate）是香港公共屋邨之一，位於香港屯門新市鎮北部，毗鄰青松觀、青山醫院及大興邨，於1989年入伙。1980年代初，香港政府將屯門良田村的一大片農地平整發展公共房屋，建生邨建於新圍仔及良田村之間的農地上。1998年1月，香港房屋委員會透過租者置其屋計劃（第一期），允許租戶購買其租住的單位。
落成之前，順生樓與逸生樓獲選改作居屋屋苑兆軒苑（英語：Siu Hin Court），列入第12期丙居屋銷售計劃。1990年12月，房委會開始接受購買居屋申請，並於1991年入伙。

## 屋邨資料
建生邨及兆軒苑均採用Y4型設計，樓高35層。當中每層各有兩部升降機直達，以Y字型分成三條走廊，各條走廊左右共有六個單位及一道防煙門通向逃生樓梯。而地面大堂設有各住戶的信箱及座頭保安座位，並有六部升降機通往各層。
建生邨各座地下設有兩個出入口，而兆軒苑各座只有一個出入口。另一方面，兩者在樓層標示上各有不同。兆軒苑各座樓層順序為1樓至34樓，而建生邨則為2樓至35樓。因此建生邨各座升降機樓層排序為2、5、8至35層，3、6、9至33層及4、7、10至34層。而兆軒苑則變成1、4、7至34層，2、5、8至32層及3、6、9至33層。

### 樓宇詳情

#### 建生邨
| 樓宇名稱（座號） | 樓宇類型 | 落成年份 | 樓宇層數 （住宅層數） | 每層伙數 | 單位數目（伙） | 承建商   | 提供升降機的廠商 |
| ---------------- | -------- | -------- | --------------------- | -------- | -------------- | -------- | ---------------- |
| 樂生樓（第3座）  | Y4型     | 1989年   | 35 （2-35樓）         | 18       | 612            | 有利建築 | 日立 DCGL（DC）  |
| 裕生樓（第4座）  | Y4型     | 1989年   | 35 （2-35樓）         | 18       | 612            | 有利建築 | 日立 DCGL（DC）  |
| 康生樓（第5座）  | Y4型     | 1989年   | 35 （2-35樓）         | 21       | 714            | 有利建築 | 日立 DCGL（DC）  |
| 泰生樓（第6座）  | Y4型     | 1989年   | 35 （2-35樓）         | 21       | 714            | 有利建築 | 日立 DCGL（DC）  |

（註：因發展計劃內的第1及2座已經轉作居者有其屋計劃屋苑的關係，故此略去部份座號。上述座號是以房屋署Estate Property的記錄為依歸。）

#### 兆軒苑
值得注意是在命名方面，做法與同期其他將公屋改為居屋計劃的實例不同，雖然下列兩座樓宇已成為居屋，不過僅沿用原名、但尾綴由「樓」改為「閣」以作區別。譬如「順生樓」改為「順生閣」；「逸生樓」改為「逸生閣」。
| 樓宇名稱（座號）     | 樓宇類型 | 落成年份 | 樓宇層數 （住宅層數） | 每層伙數 | 單位數目（伙） | 承建商   | 提供升降機的廠商          | 原屬樓宇     |
| -------------------- | -------- | -------- | --------------------- | -------- | -------------- | -------- | ------------------------- | ------------ |
| 順生閣（A座／第1座） | Y4型     | 1991年   | 35 （1-34樓）         | 18       | 612            | 新昌營造 | 奧的斯 Elevonic 401（DC） | 建生邨順生樓 |
| 逸生閣（B座／第2座） | Y4型     | 1991年   | 35 （1-34樓）         | 18       | 612            | 新昌營造 | 奧的斯 Elevonic 401（DC） | 建生邨逸生樓 |

## 屋邨設施

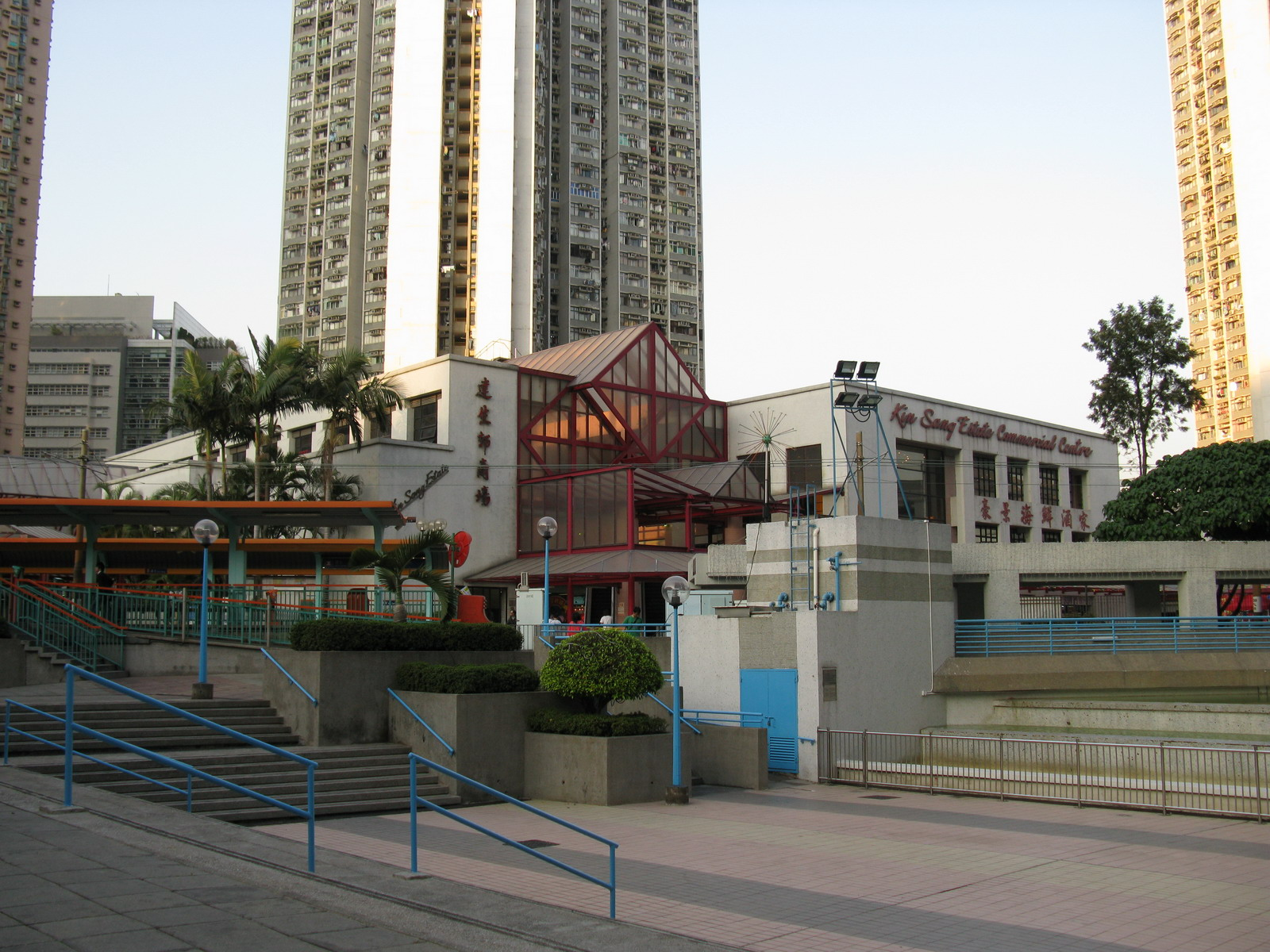
建生邨商場外貌

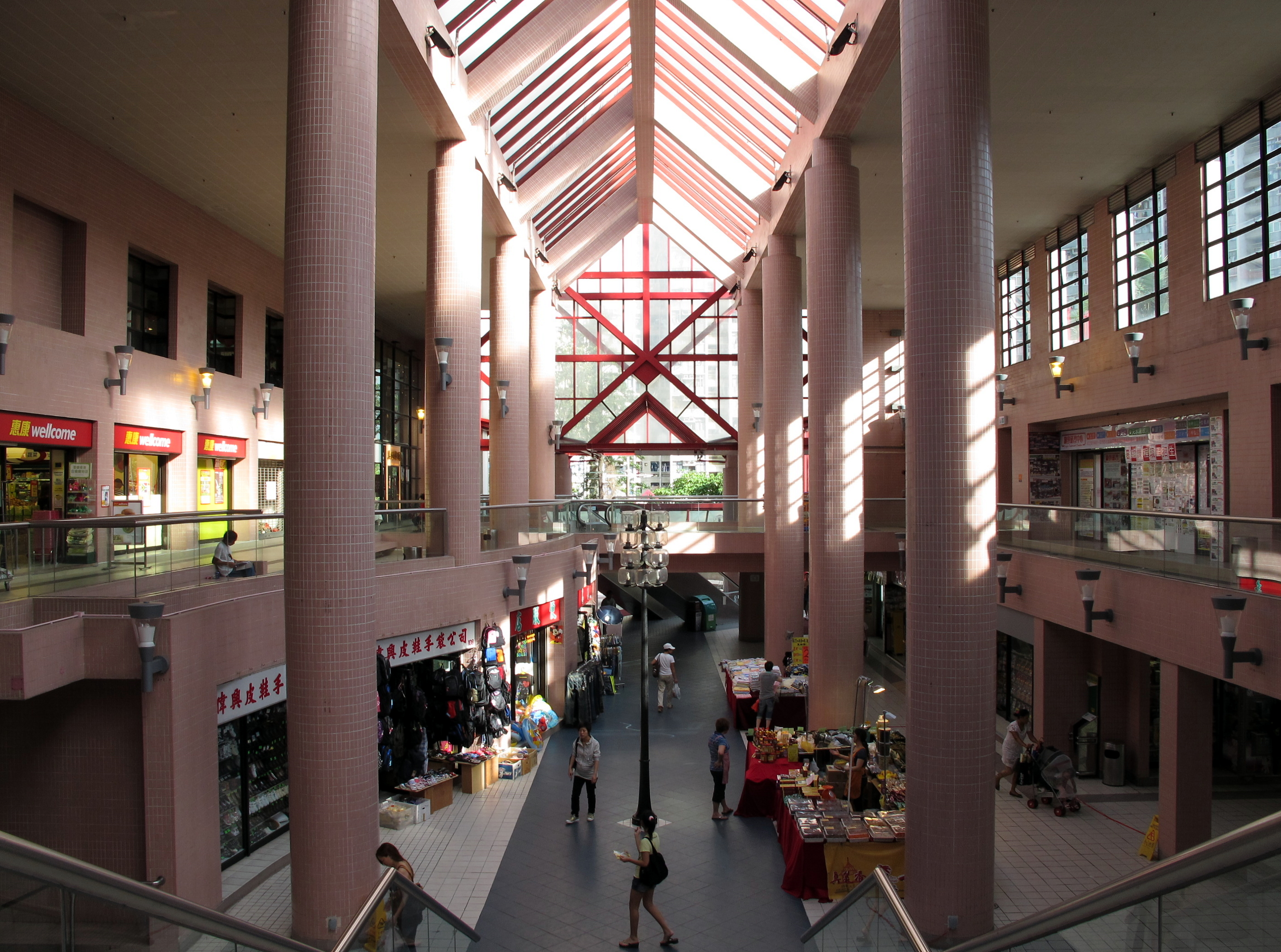
建生商場中庭（2010年6月）

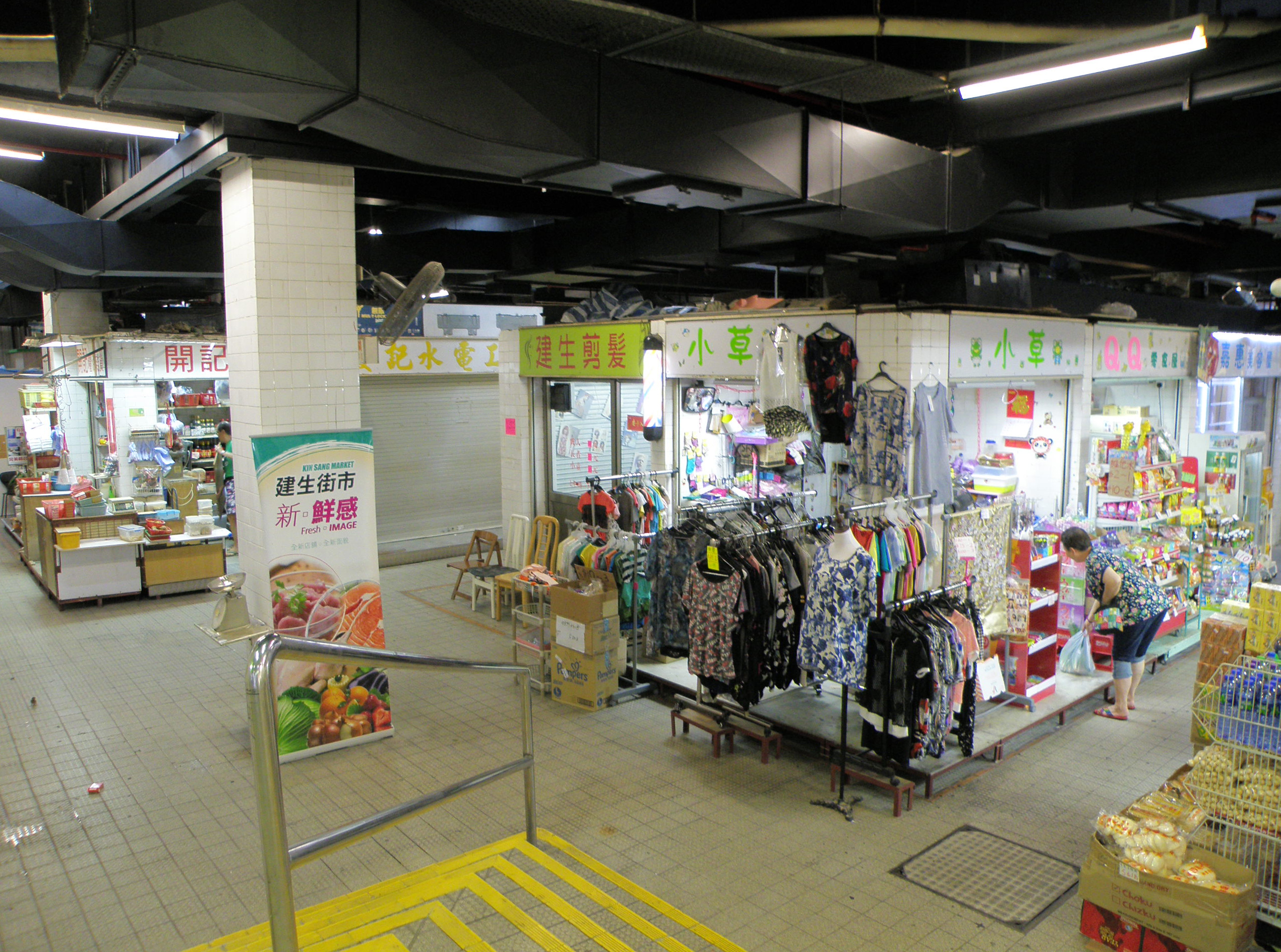
建生街市

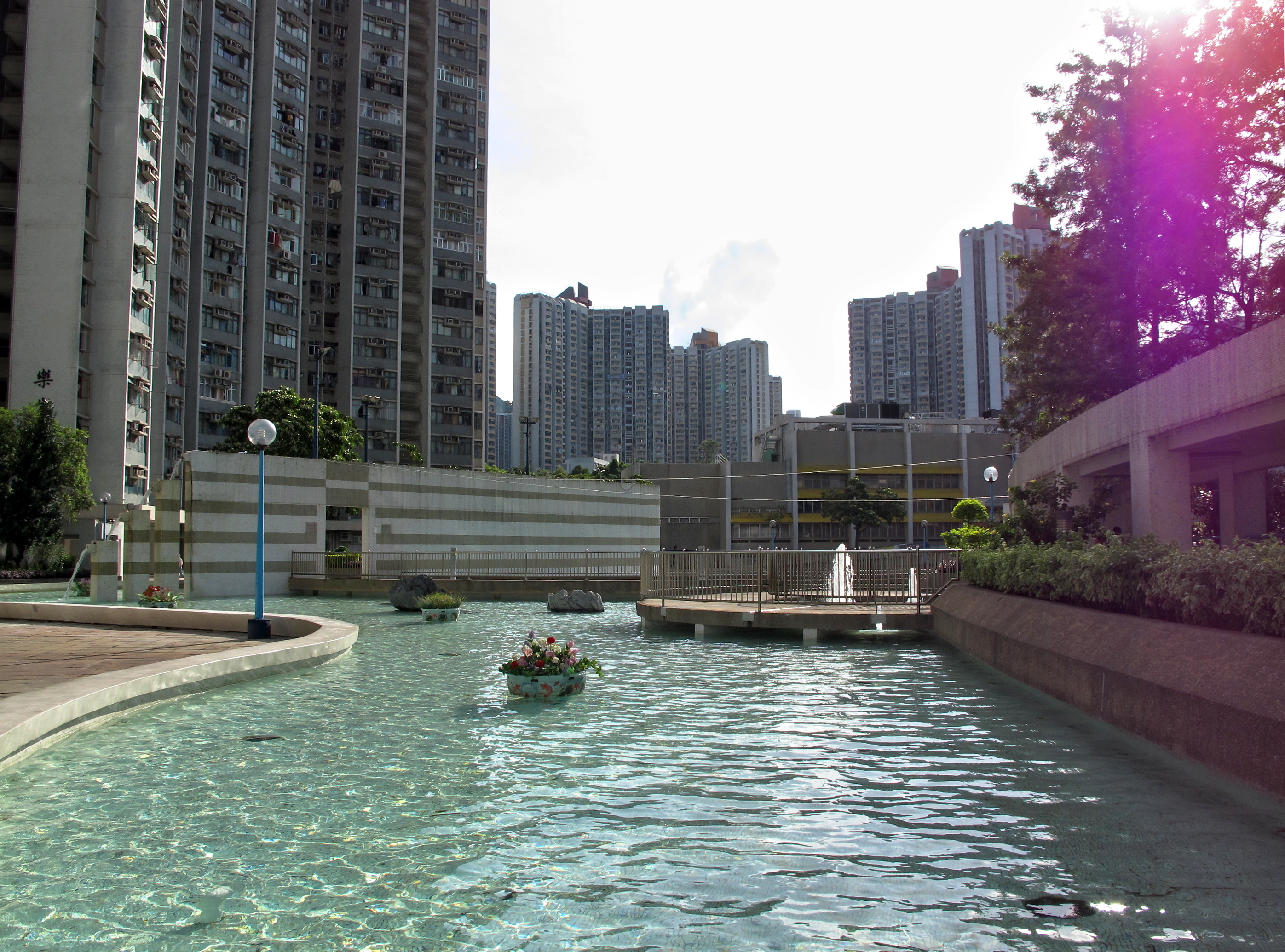
建生邨水池

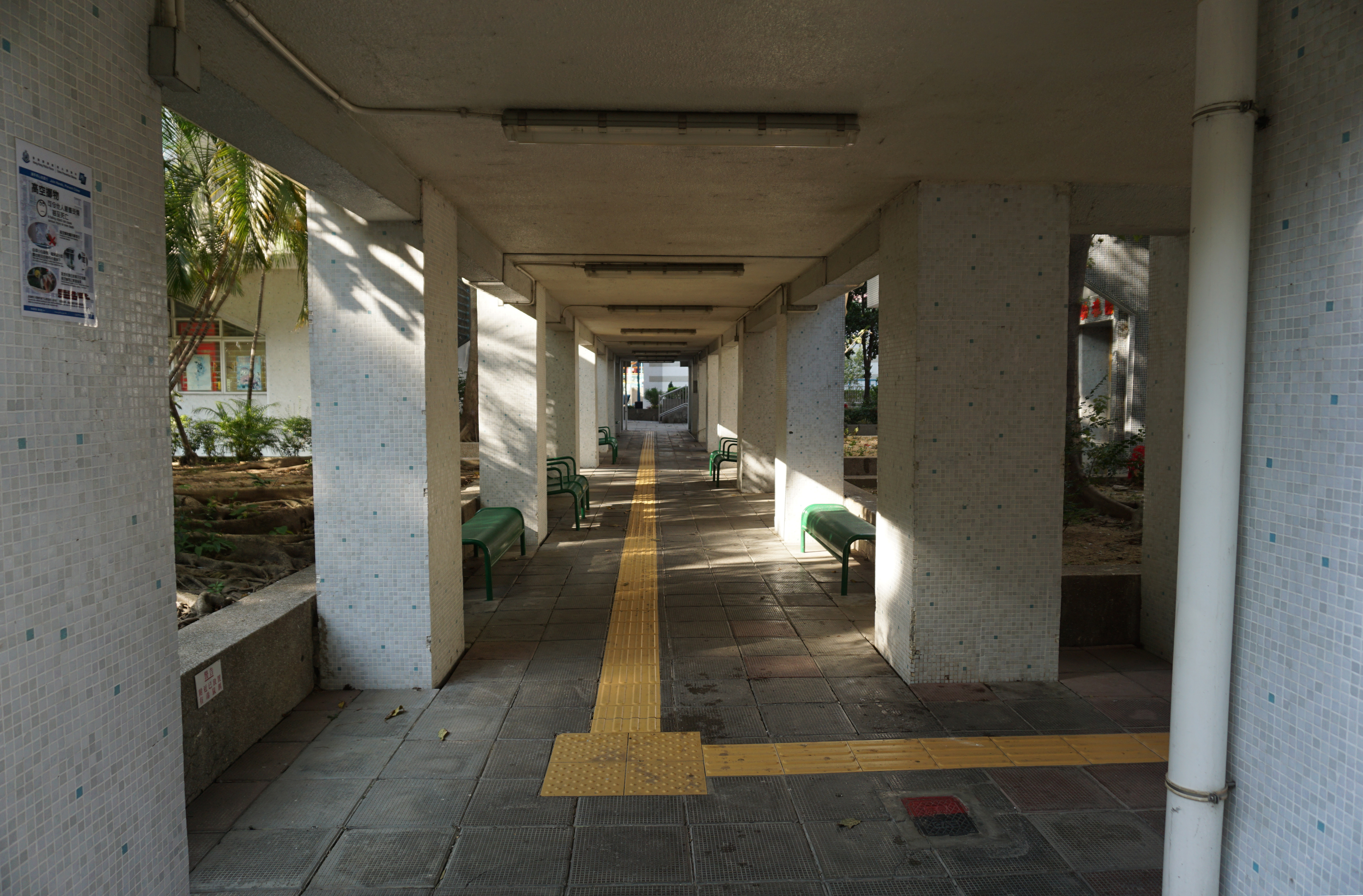
有蓋行人道

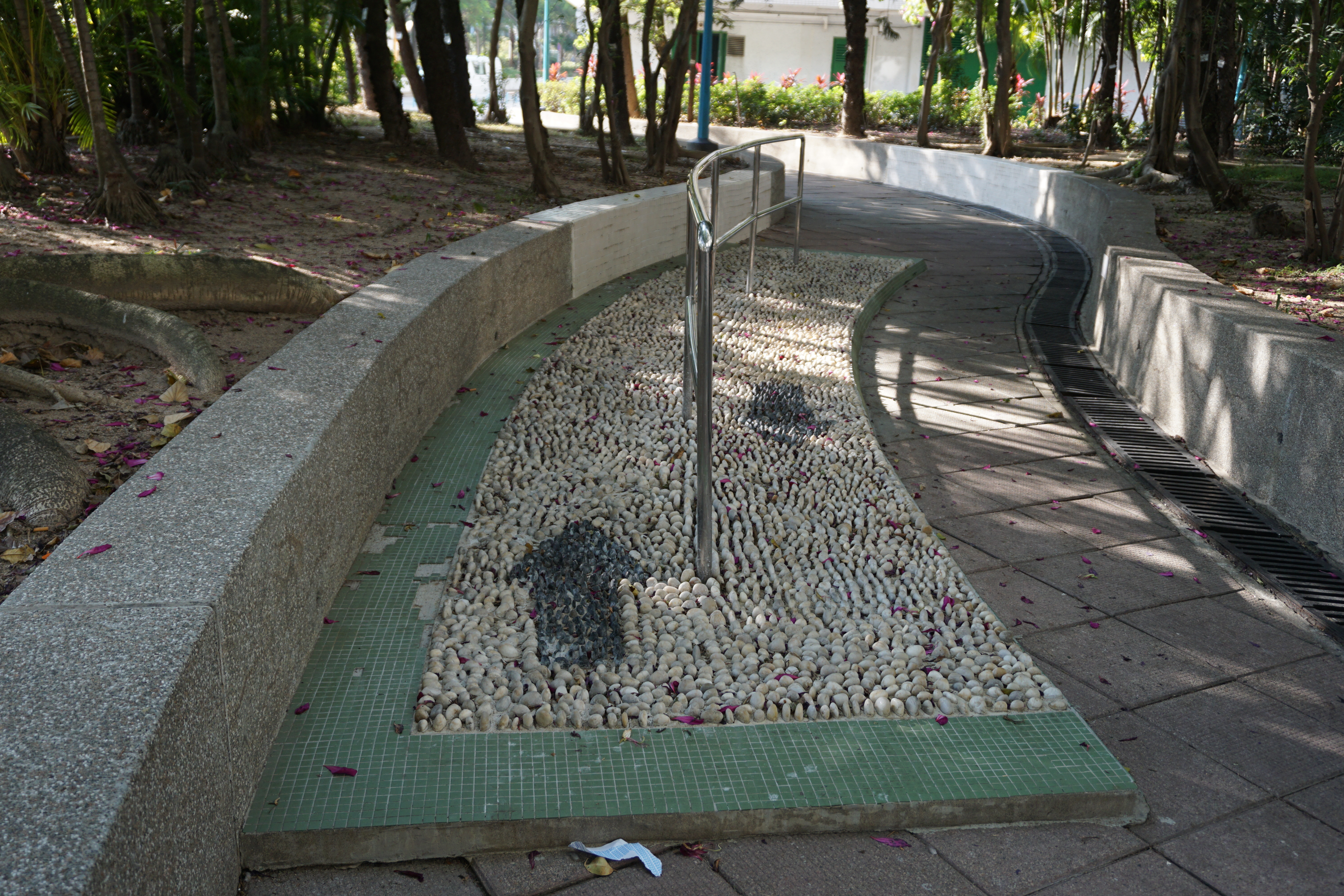
卵石路步行徑

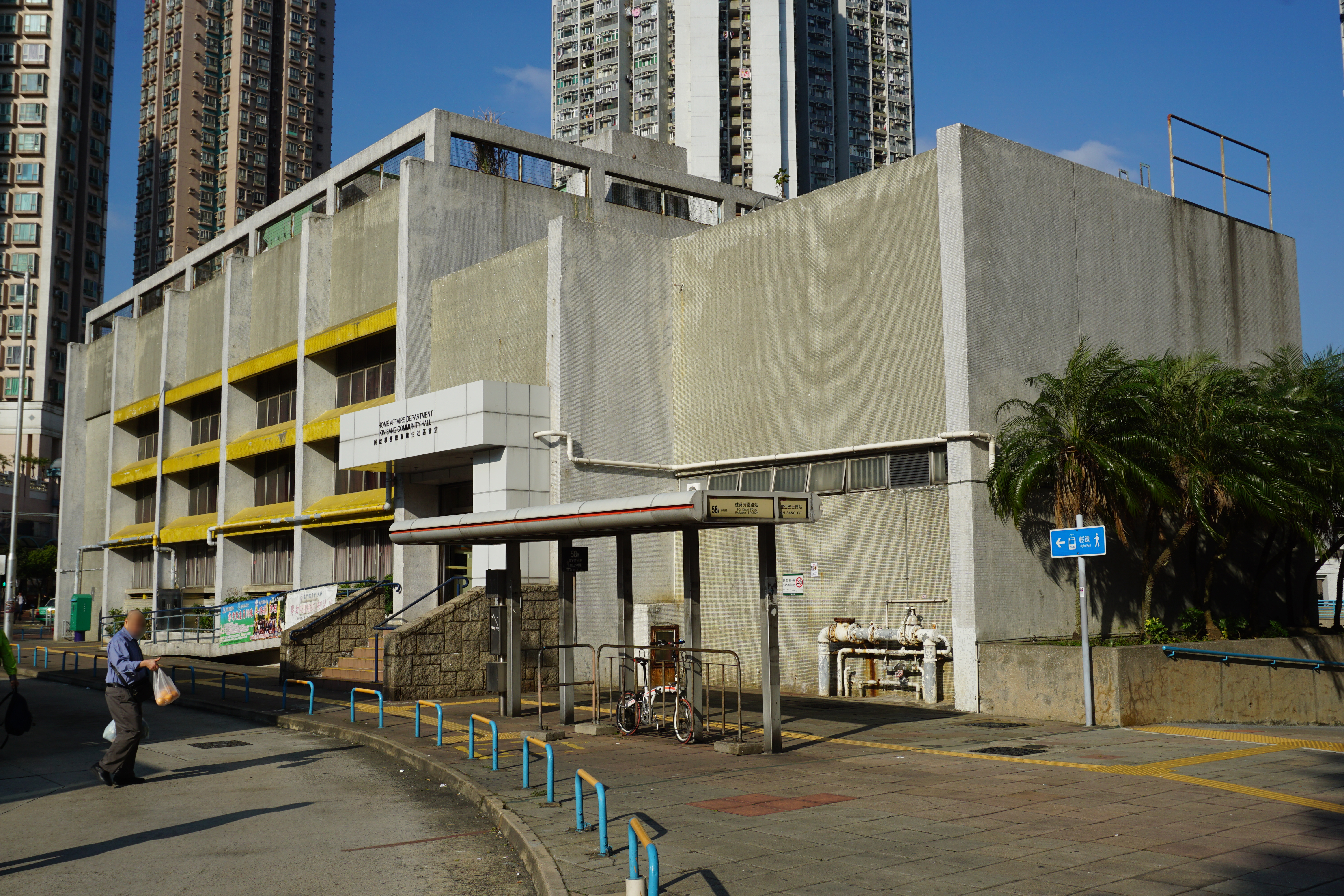
建生社區會堂

### 建生商場
建生商場樓高2層，內部樓面面積為36,341平方呎。原本屬於香港房屋委員會旗下屋邨商場，但2005年屋邨商場私有化之後，則成為領展旗下商場。現時商場內有超級市場、餐廳、自動櫃員機、補習社、便利店、診所及酒樓。該商場已在2024年2月完成裝修。

### 建生街市
建生街市設有各式濕貨檔位，售賣新鮮蔬果、海產、肉食等。另外設有一系列雜貨檔位，售賣乾貨、零食，亦有乾洗店及裁縫店等。
2015年下半年度開始，領展開始對街市近大快活的一半部份進行大規模翻新，並且將街市的翻新區域外判給茂發批發，另外一半部份則暫時維持原狀。雖然建生街市近一半部份被領展外判予茂發批發公司，但街市的消費人流仍然在於偏低水平。其中，茂發批發亦將不同貨品種類（豬肉，魚檔，水果及蔬菜等）的商檔又再外判。其與其租戶協議如下：
盈利及倒蝕：租戶和茂發批發各分一半付
租金：全數由租戶支付給茂發批發
由此可見不公平之處，但同時生意起色不大，於是在2016年7至8月起出現退租的情況，例如茂發的魚檔部份已經被退租，現在只能由茂發批發經營，但仍然要倒蝕上萬元。在不久的將來，街市的茂發批發所外判部份，面臨倒閉的危機。

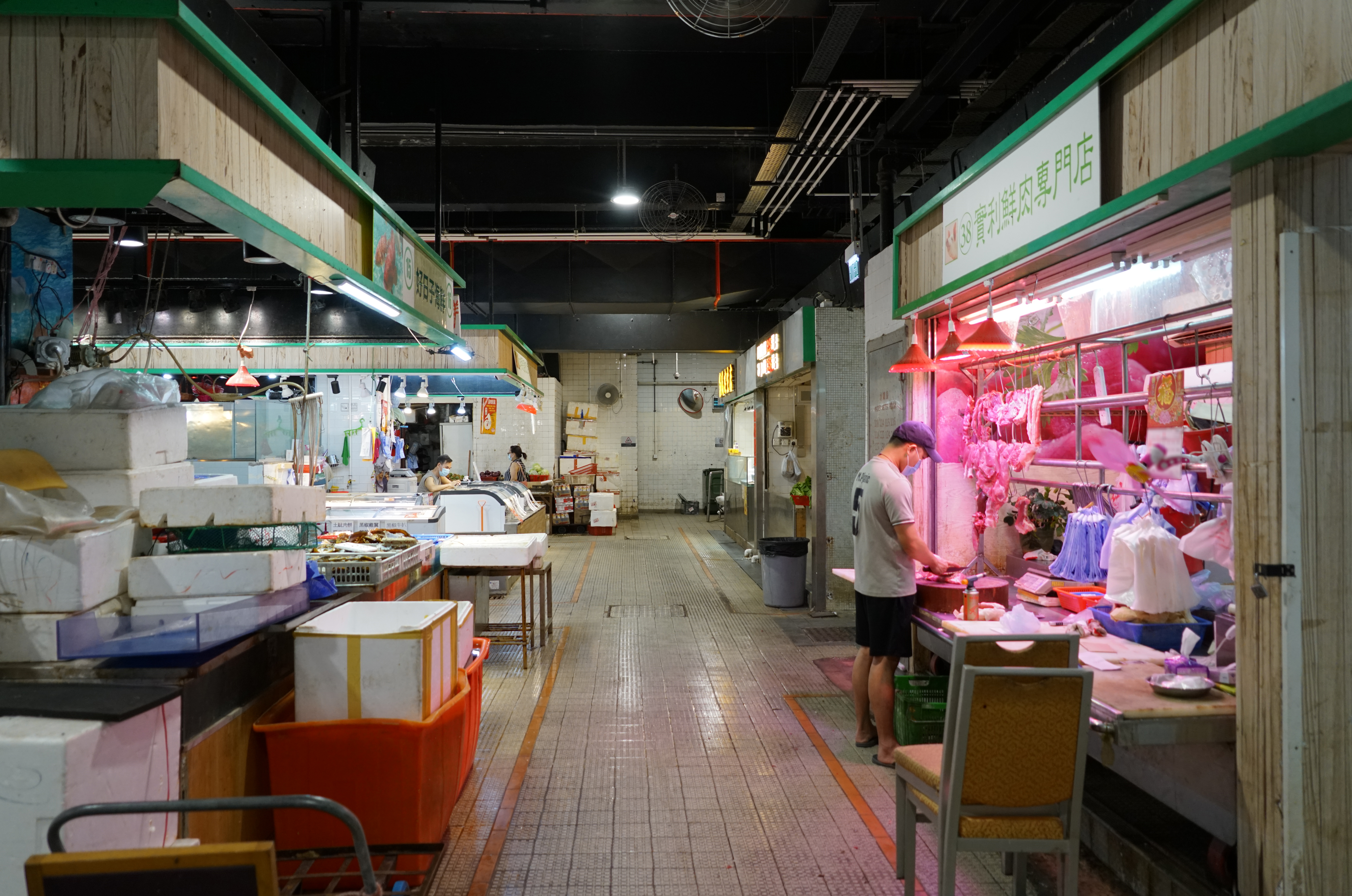
海鮮及肉檔
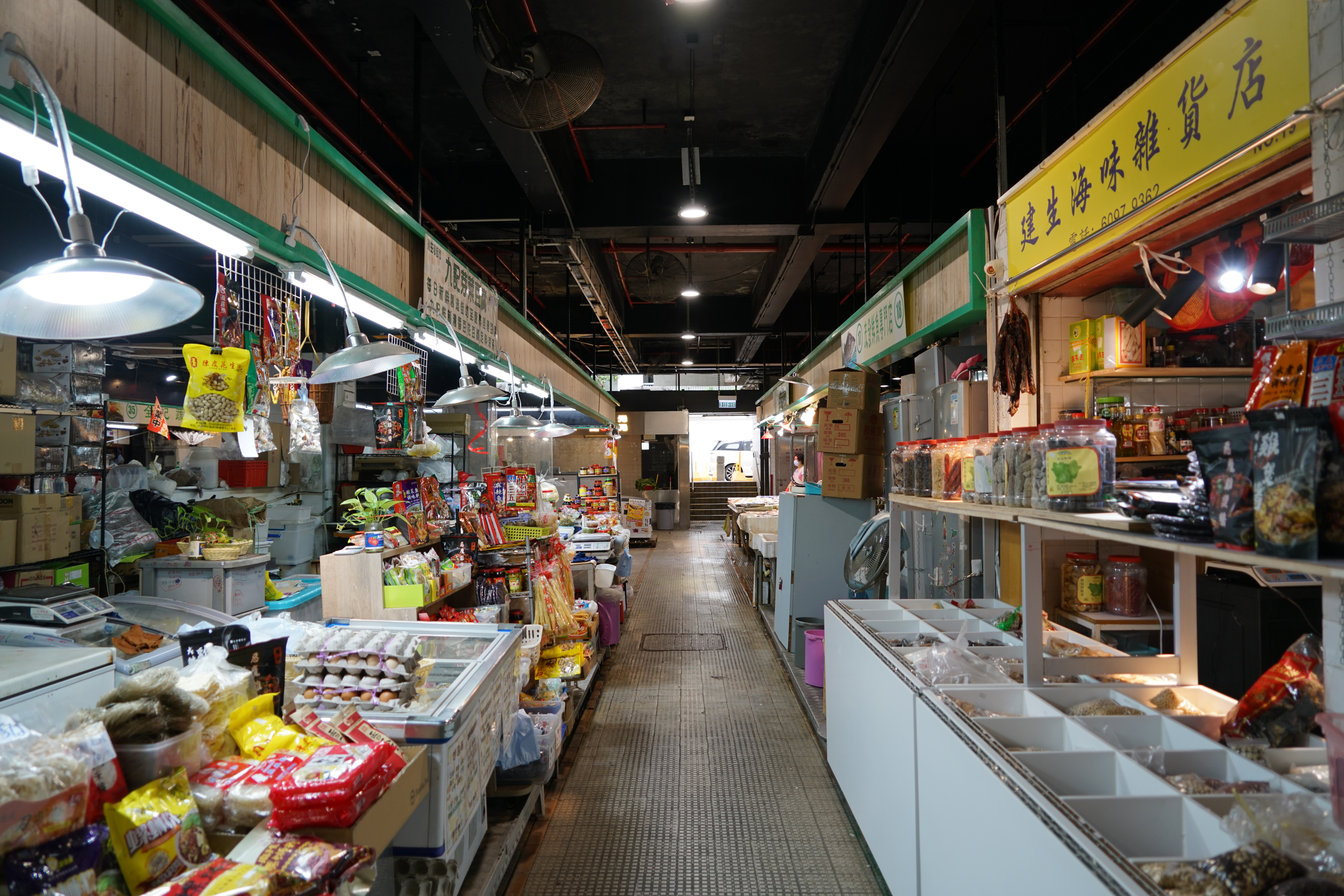
芽菜豆腐及海味雜貨檔
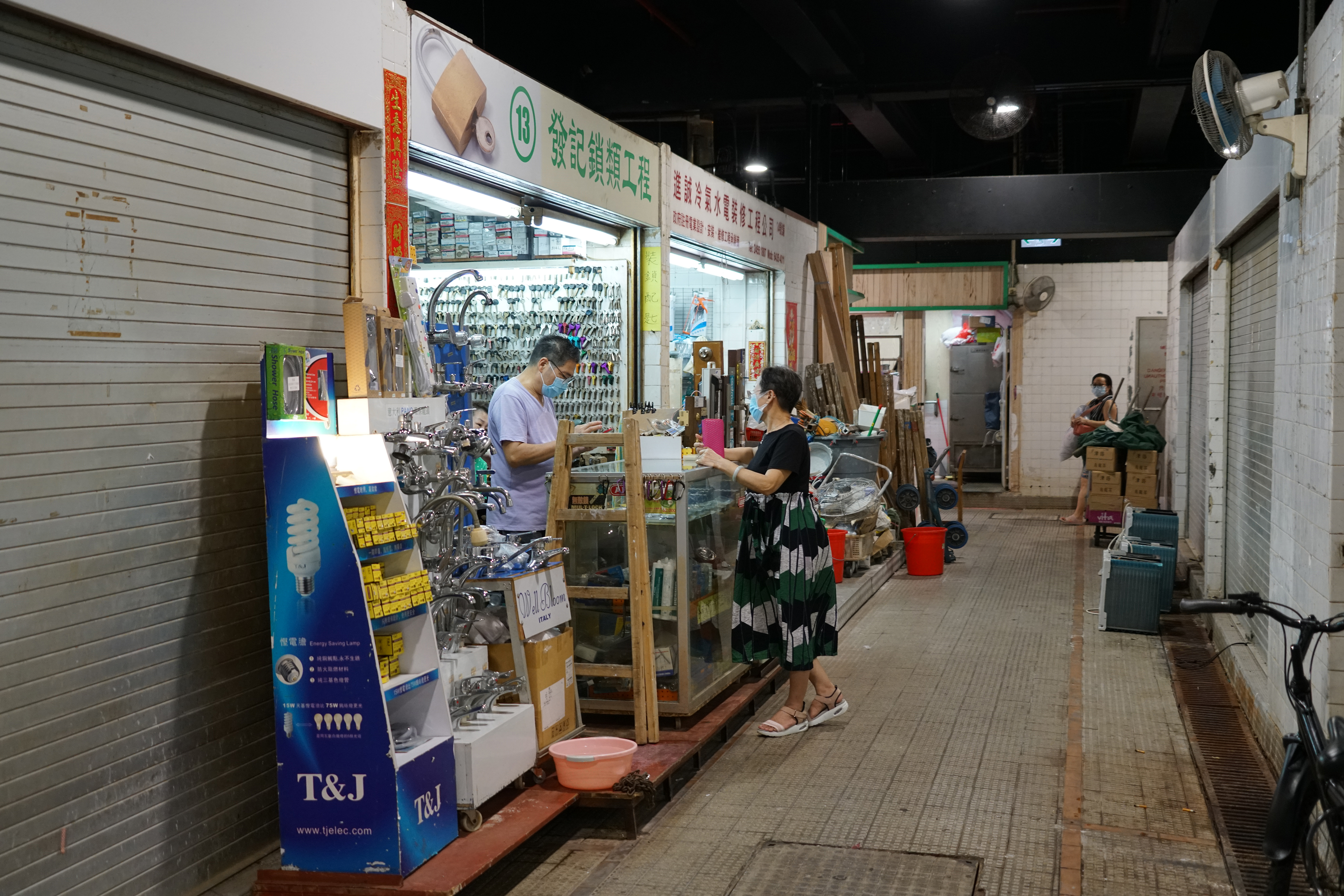
鎖類及冷氣水電工程店
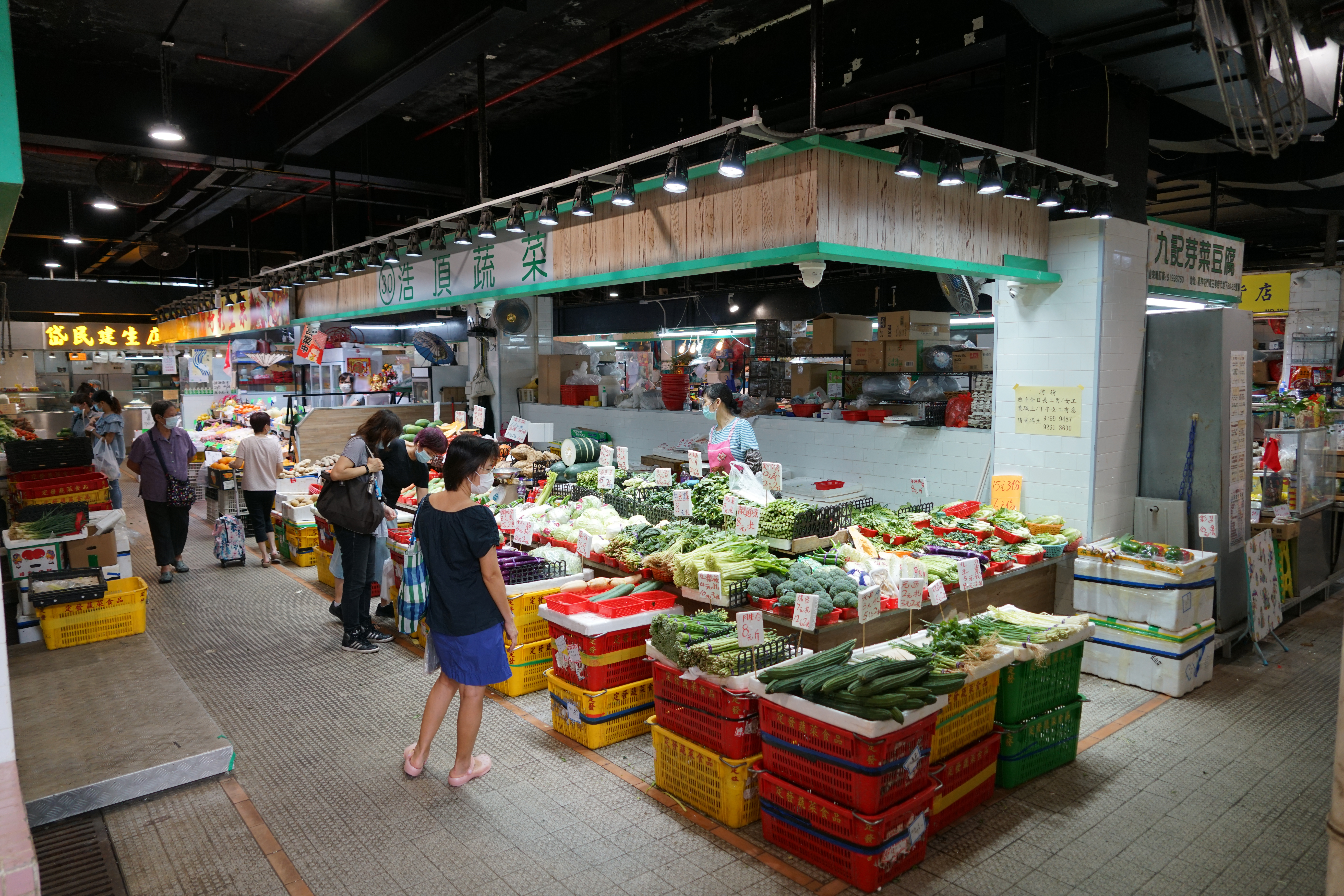
建生街市水果及菜檔

### 建生商場停車場
建生商場停車場為一座四層停車場，提供273個月租及時租車位。現時由領展管理。

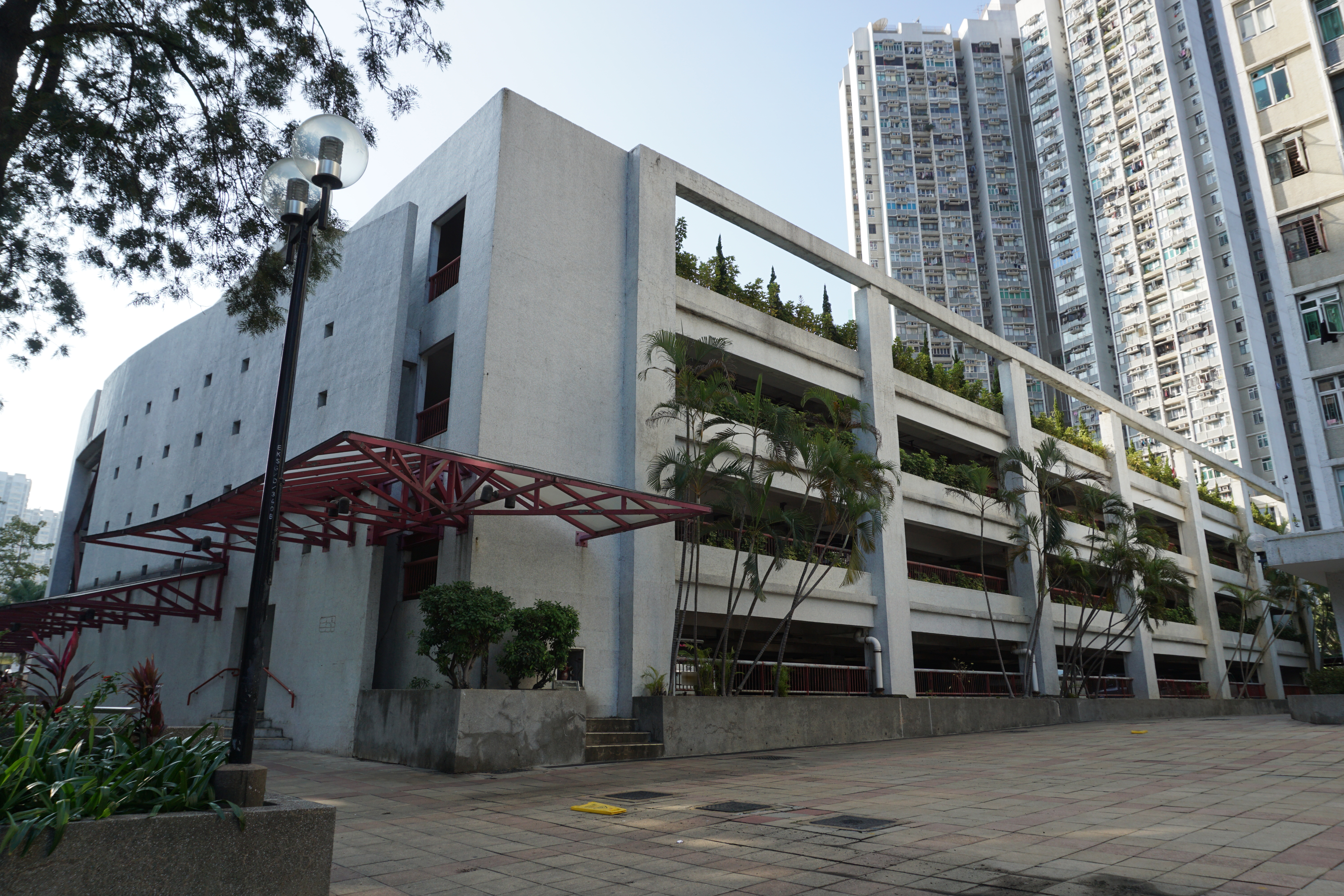

### 文娛設施

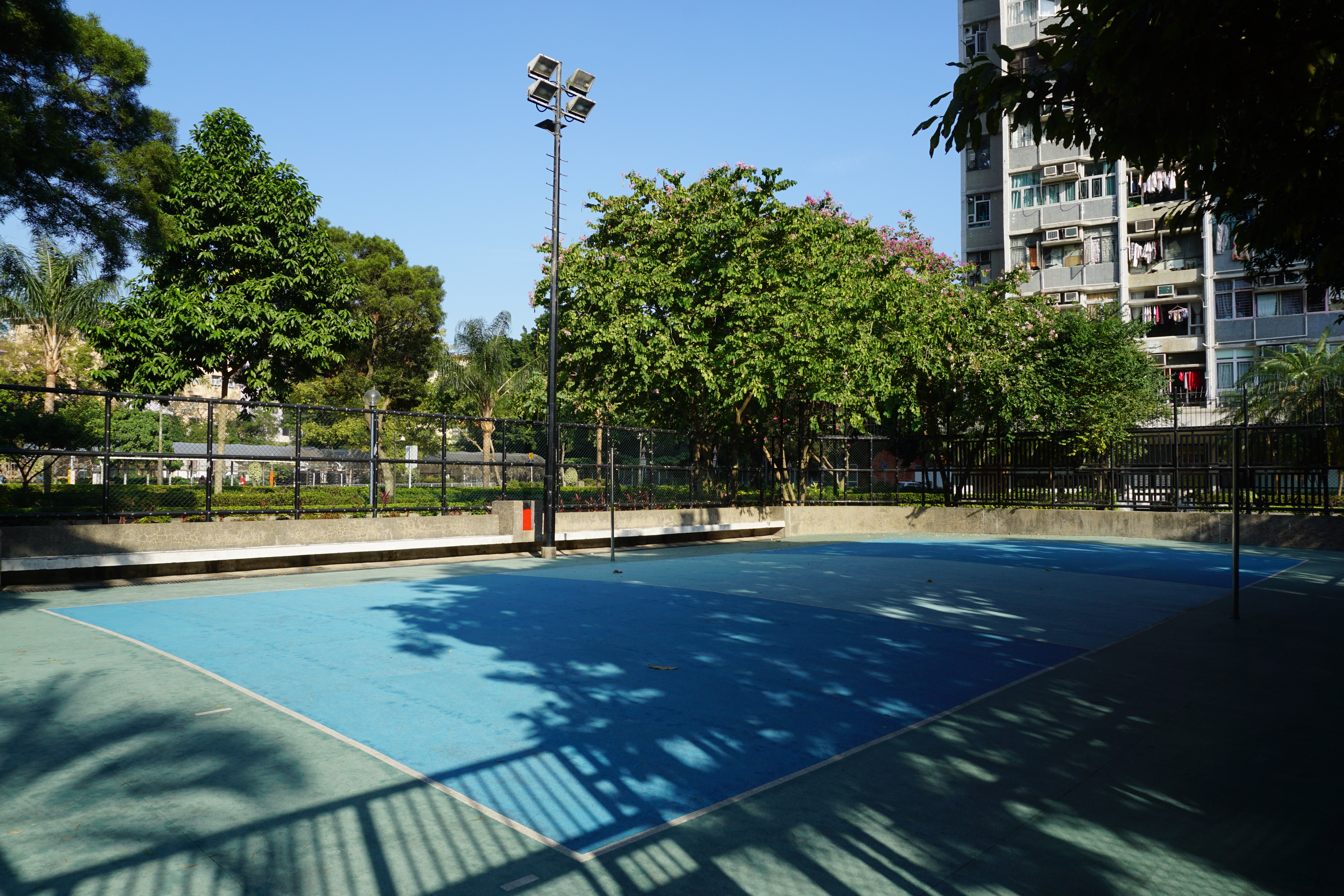
排球場
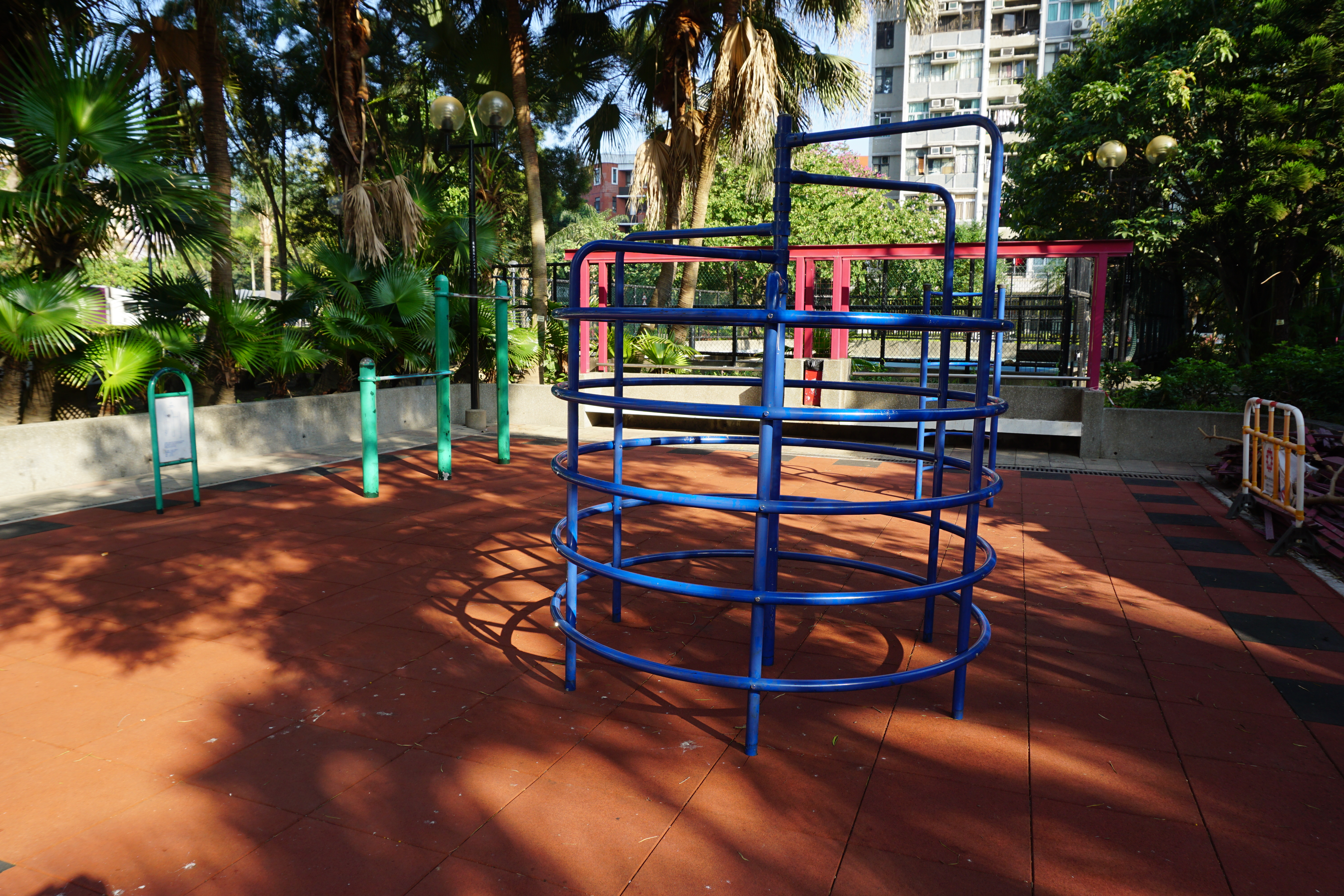
健體區
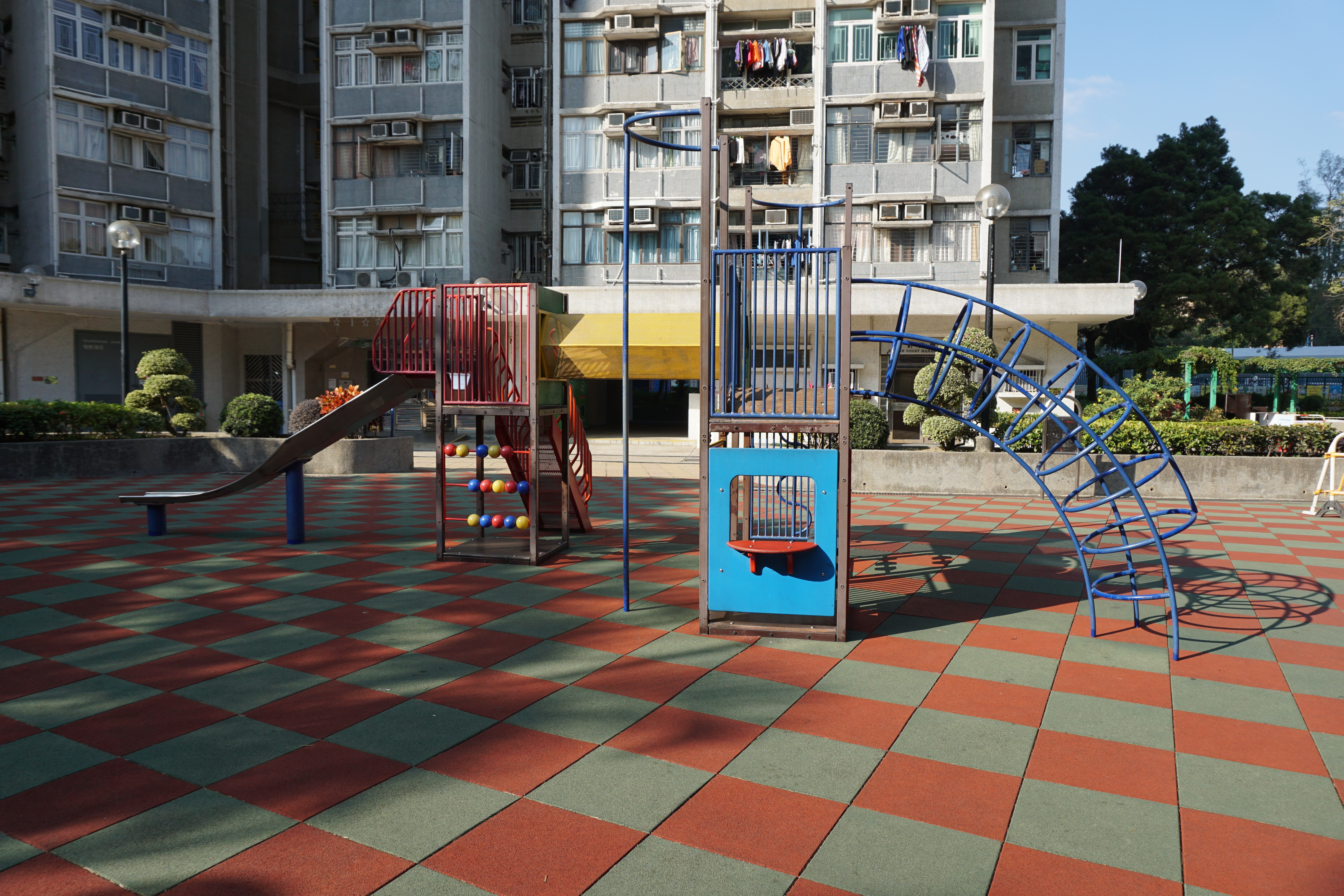
遊樂場

建生邨
- 魚池

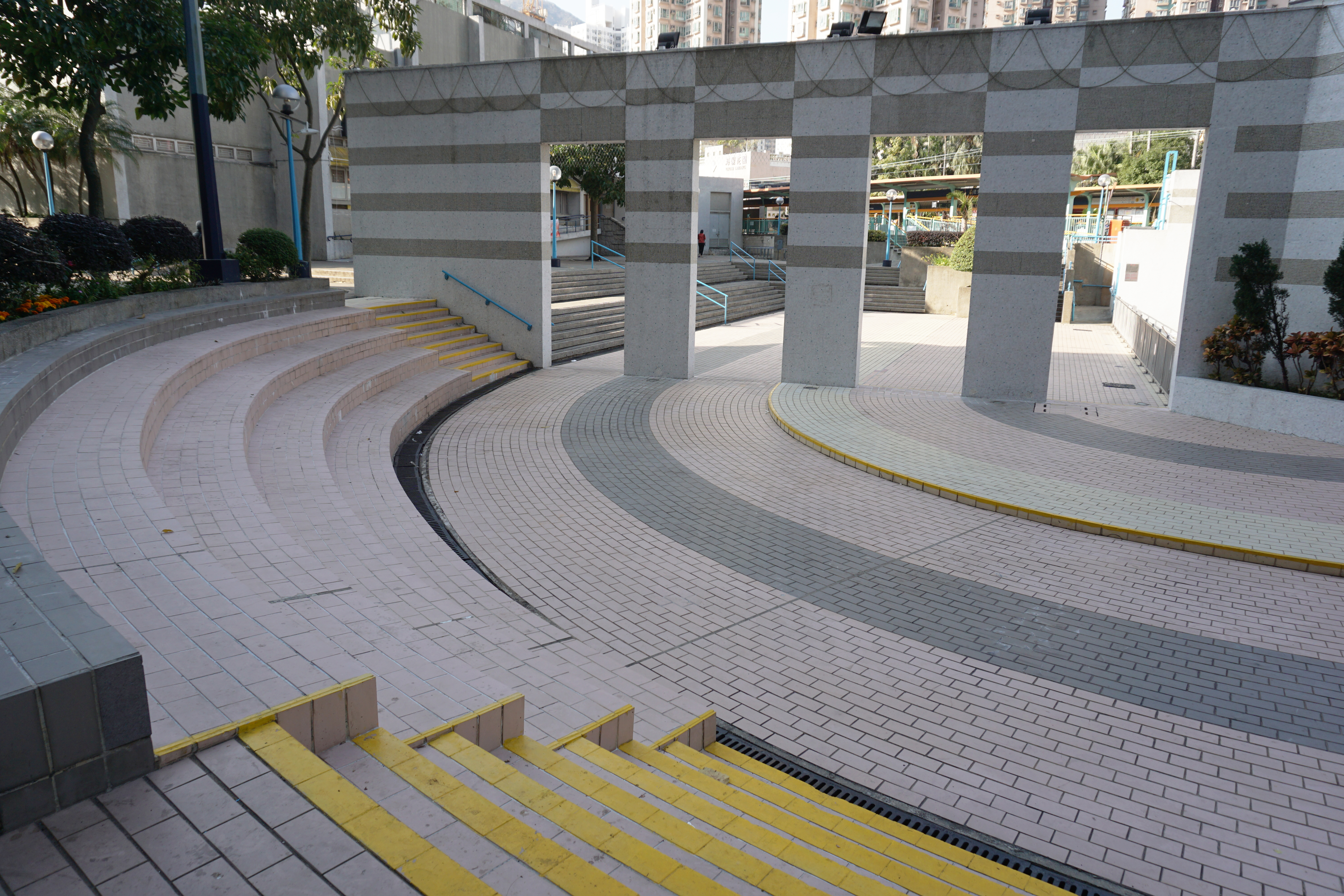
露天劇場
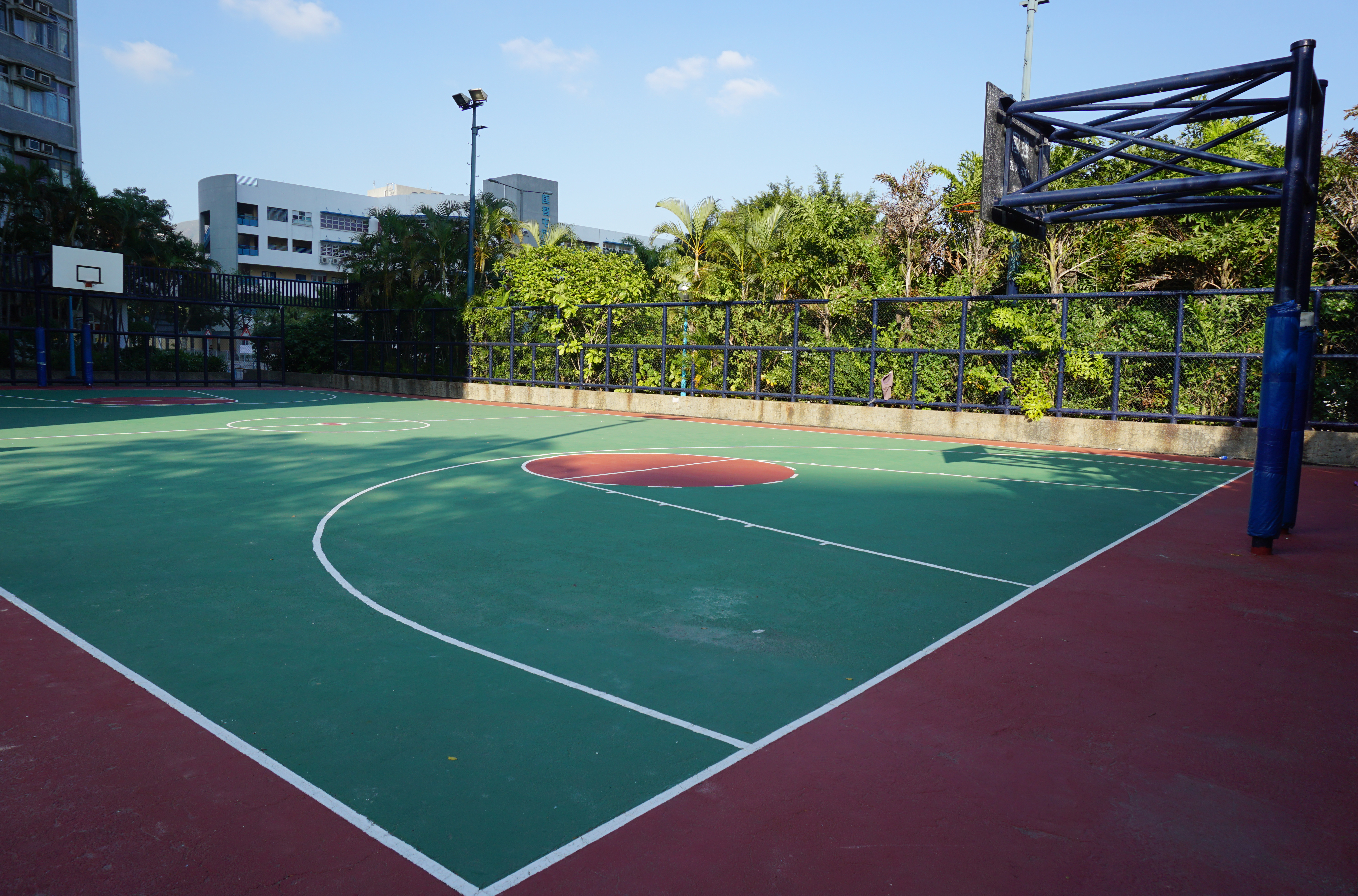
籃球場
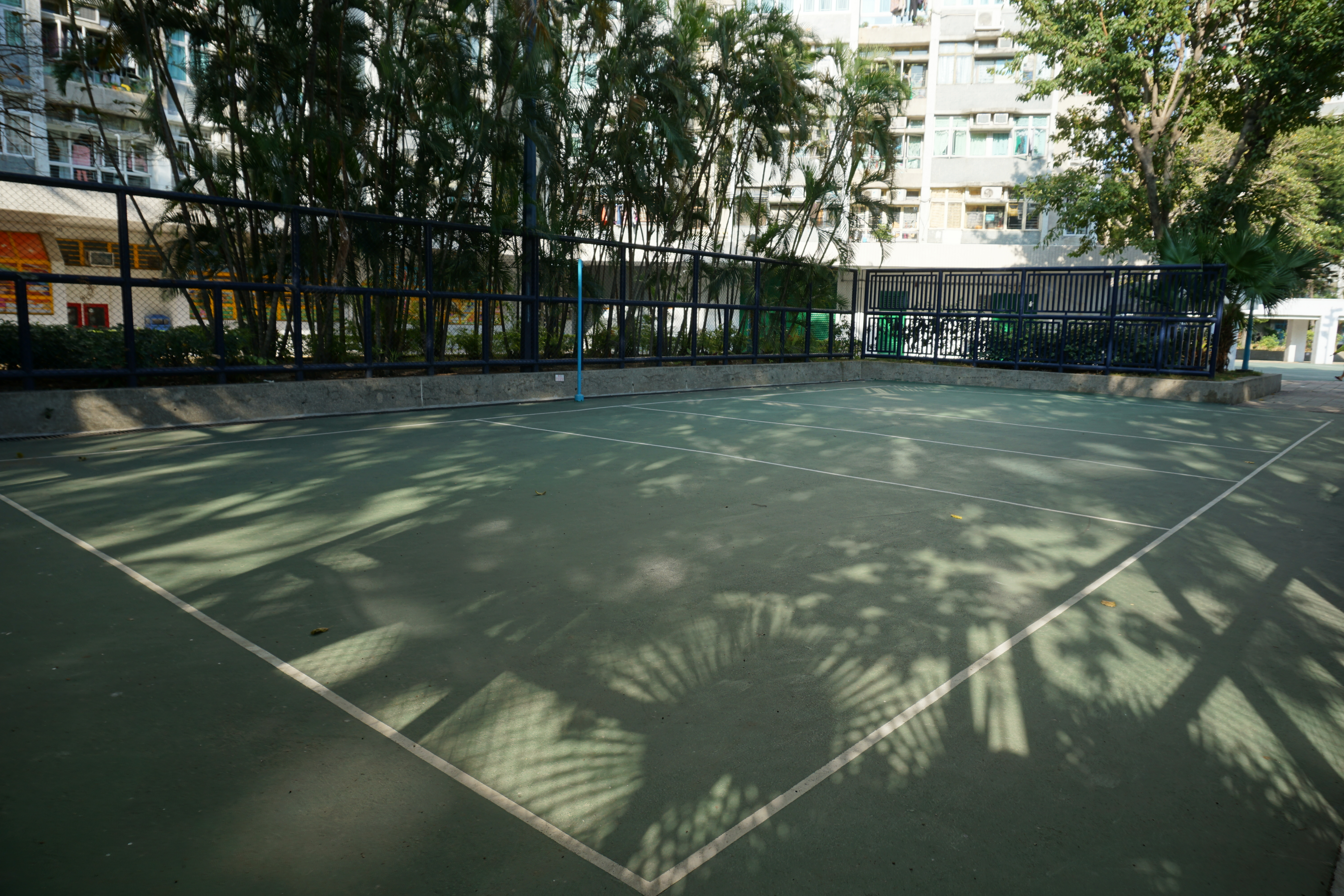
排球場
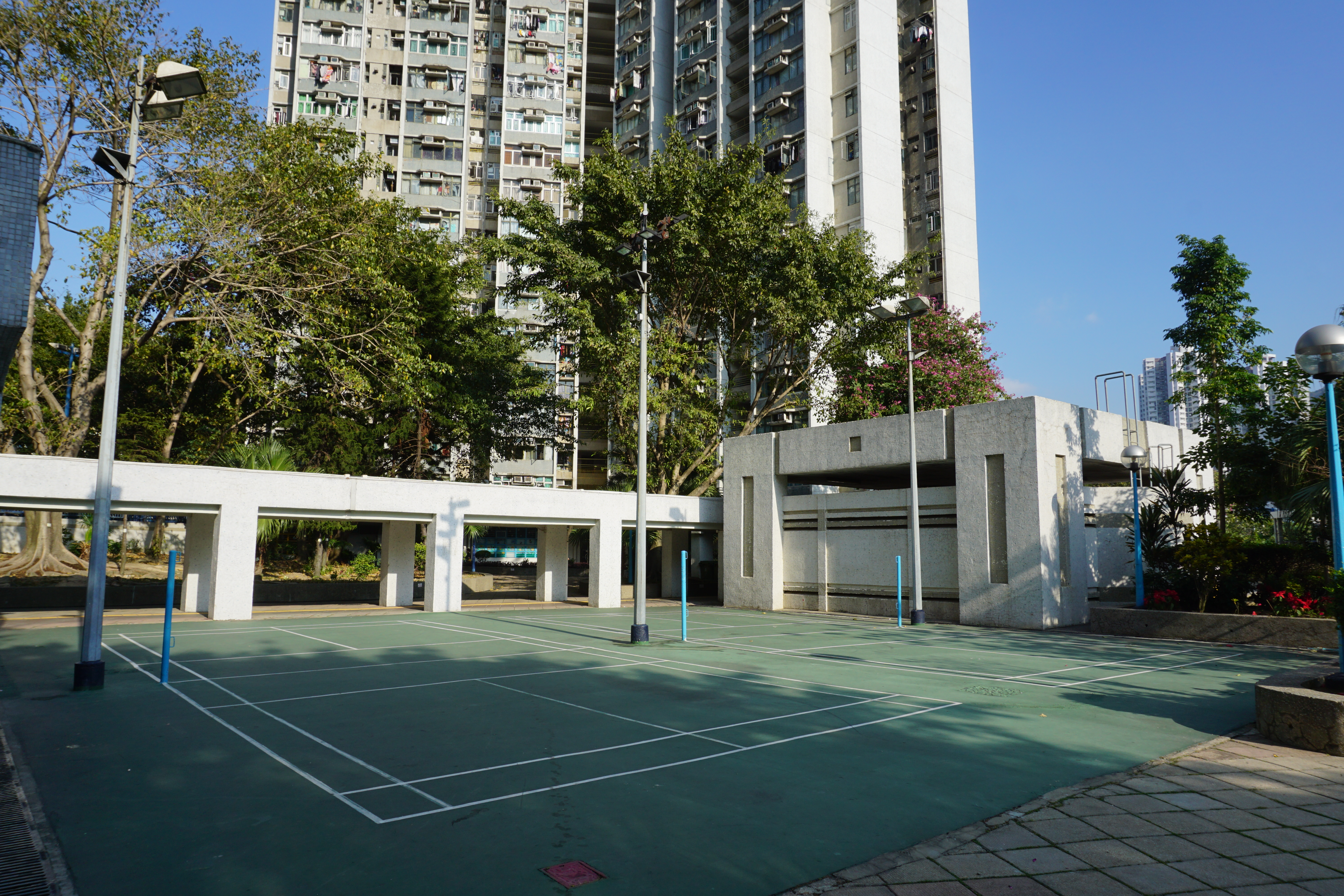
1個籃球場
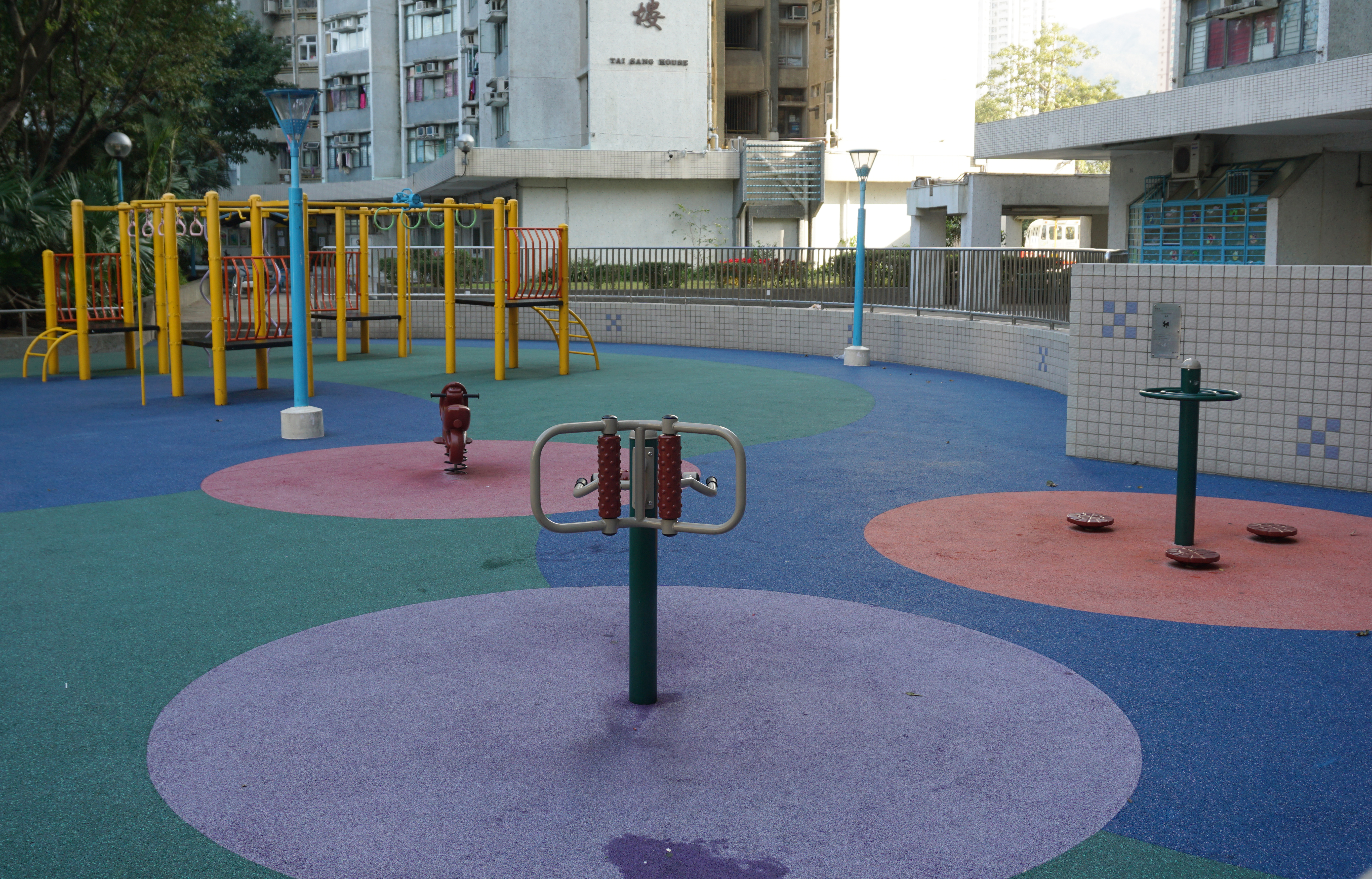
健體區（右）及兒童遊樂場（左）

- 1個排球場
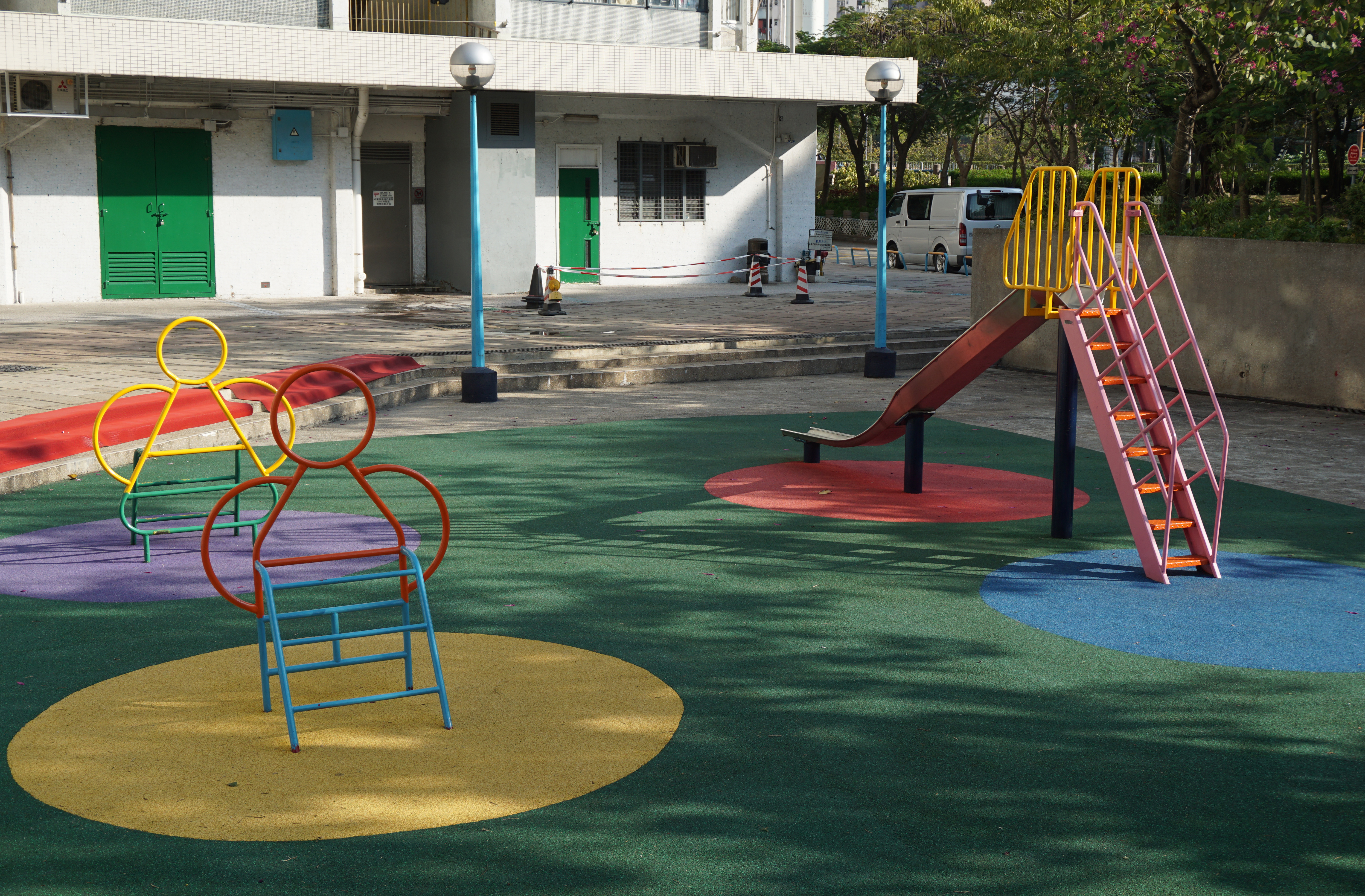
2個遊樂場
- 1個羽毛球場
- 1個小型足球場
- 建生社區會堂

- 露天劇場
- 籃球場
- 排球場
- 羽毛球場
- 健體區（右）及兒童遊樂場（左）
- 兒童遊樂場（2）

兆軒苑
- 1個排球場
- 1個遊樂場

- 排球場
- 健體區
- 遊樂場

### 社福設施

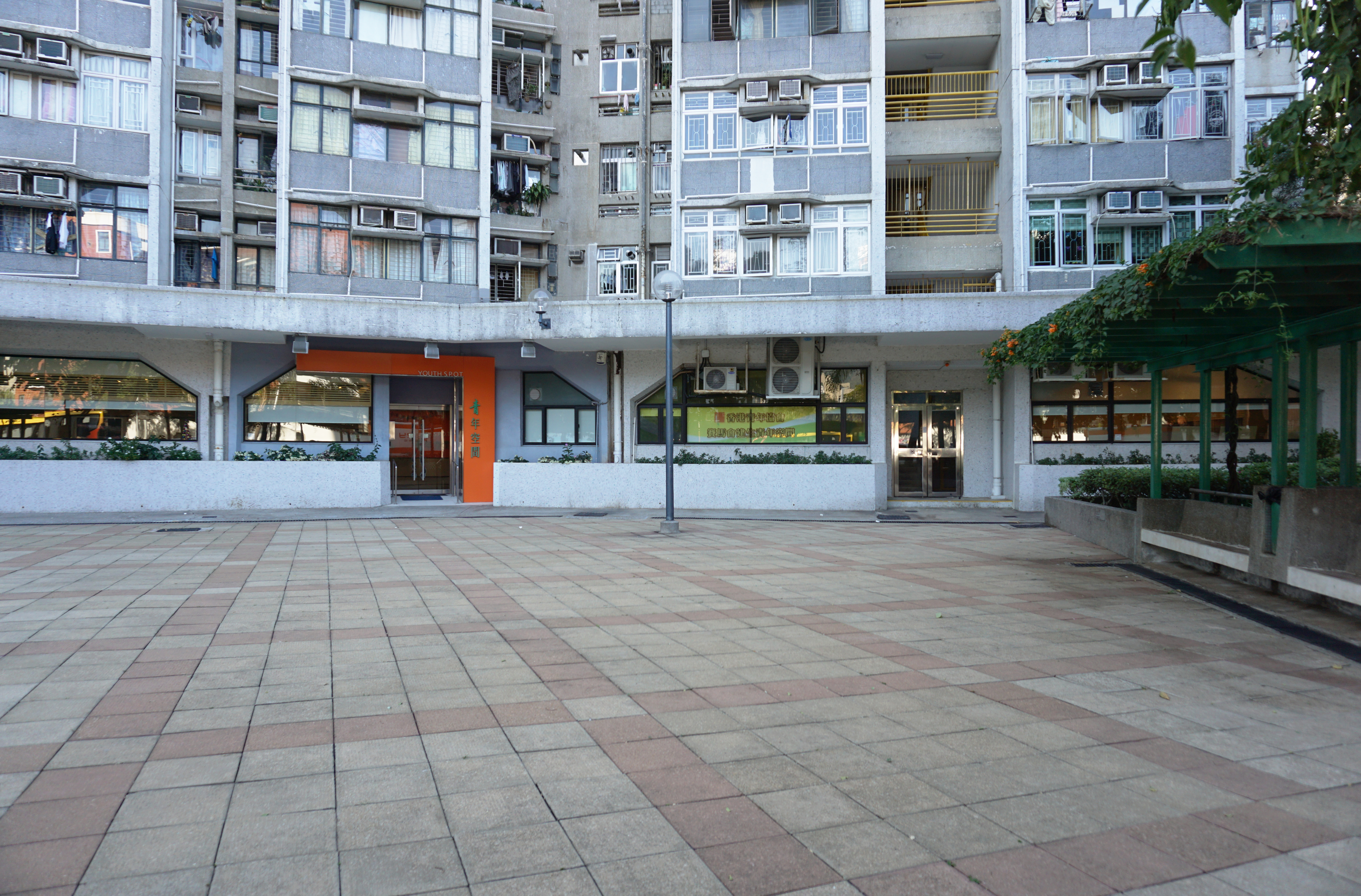

- 香港青年協會賽馬會建生青年空間

- 國際四方福音會香港教區建生堂及耆年中心

## 教育及福利設施

### 中學
- 屯門天主教中學

### 小學
- 僑港伍氏宗親會伍時暢紀念學校

### 幼稚園及幼兒園
- 路德會建生幼稚園 （1990年創辦）（位於建生邨康生樓A及B翼地下）
- 建生浸信會白普理幼兒園 1990年創辦）（位於建生邨泰生樓地下）
- 佳寶幼稚園（第二分校） （1990年創辦）（位於建生邨裕生樓A及B翼地下）

### 區議員辦事處
已結束
- 羅佩麗議員辦事處：樂生樓地下5號[10]
- 陳文華議員辦事處：樂生樓地下5號[11]

## 所屬選區
本屋邨屬於屯門區議會選舉分區中的建生選區，由前朱凱廸新西團隊成員羅佩麗擔任當區前區議員。在立法會地區直選當中，則屬於新界西（LC4）選區。

### 歷屆區議員
| 屆別                 | 議員   | 政治聯繫 | 政治聯繫                   |
| -------------------- | ------ | -------- | -------------------------- |
| 1991年－1994年       | 宋景輝 |          | 港同盟                     |
| 1994年－1999年       | 宋景輝 |          | 一二三民主聯盟             |
| 2000年－2003年       | 宋景輝 |          | 一二三民主聯盟             |
| 2004年－2007年       | 陳文華 |          | 民建聯                     |
| 2008年－2011年       | 陳文華 |          | 民建聯                     |
| 2012年－2015年       | 陳文華 |          | 民建聯                     |
| 2016年－2019年       | 陳文華 |          | 民建聯                     |
| 2020年－2021年7月8日 | 羅佩麗 |          | 朱 朱凱廸新西團隊 → 無黨籍 |
| 2021年7月9日－2023年 | 待補選 | 待補選   | 待補選                     |

## 事件

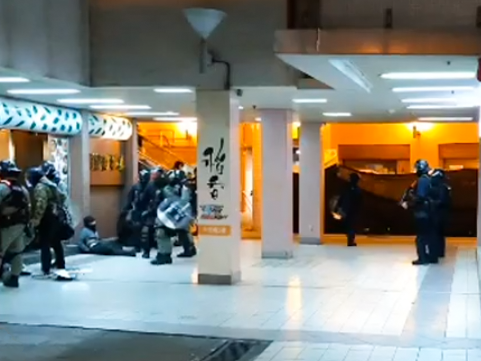
2019年10月30日晚上，有市民在建生商場被制服

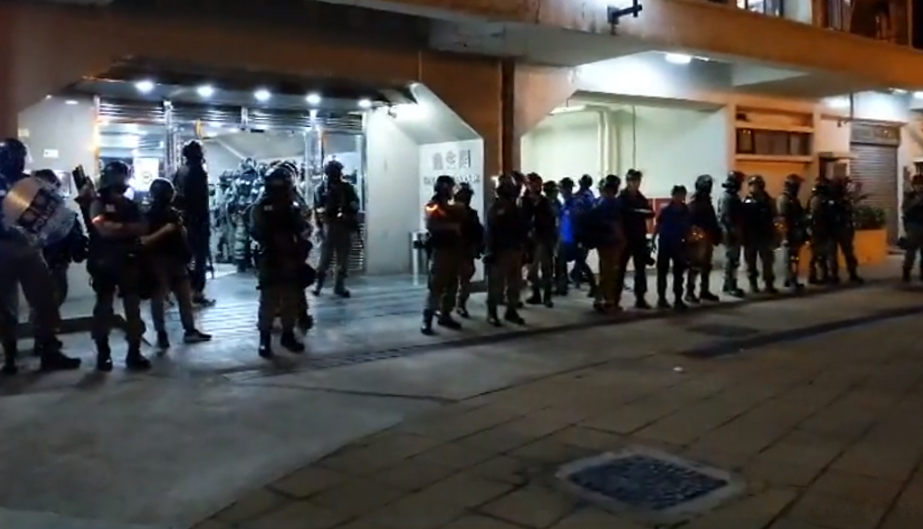
一批防暴警衝入兆軒苑逸生閣大堂拘補多名街坊

2019年10月28日和30日，大批市民質疑不明氣體由警方大興行動基地洩漏，而在街頭聚集抗議。防暴警察多次施放催淚彈驅散，並射中兆軒苑逸生閣7樓走廊，該處煙霧瀰漫。到日間走廊仍然有催淚彈殘留氣味，而地上有燒焦痕迹。有居民表示當時呼吸困難，批評警方行動非常「離譜」。
到10月30日晚上10時許，防暴警察清場期間除了在建生邨內多處進行截查和拘捕多名市民外。另一批防暴警衝入兆軒苑逸生閣大堂，多人被要求蹲地趴牆。進入逸生閣的住戶需按警方要求在大廈外排隊才能進入。有住客批評警方擅進私人屋苑，防暴警察以「搞事」回應，並一度口角。防暴警最後在大堂拘捕16人，其後被押上警車。事後26人被起訴「非法集結」、「集結時使用蒙面物品」及「管有物品意圖損壞財產」等罪名。案件於2023年2月13日在區域法院開審，其中3人改為認罪，獲准保釋至3月24日求情及判刑。至於不認罪的10人，控方在開案陳詞指，案發當晚原有2批不同政見人士集結，後來支持政府一方陸續散去，另一方的示威者繼續逗留，並在晚上 9 時半將行動升級，拆除鐵欄、堵路及干擾交通燈。控方又指，警方其後截查各被告，在其身上搜出伸縮金屬棒、殖民時期的香港旗幟等物品。其中一名 20 歲學生被傳媒拍到曾身處非法集結之中，另有一名 24 歲社工在警誡下承認曾在大興基地外圍逗留，向年輕人提供支援。

## 外部連結
- 房委會物業位置及資料 建生邨
- 房委會物業位置及資料 兆軒苑 （页面存档备份，存于）